# Valine

Strukturformel des Cyclovalins

Als Valine fasst man zunächst die beiden isomeren Aminosäuren Valin und Norvalin zusammen. Beide kann man als propylsubstituierte Glycine auffassen. Auffallend ist jedoch das Isovalin, wo hier eine Methylgruppe direkt am α-Kohlenstoffatom sitzt.
Valin gehört zu den proteinogenen Aminosäuren, d. h., es ist Baustein der Proteine von Lebewesen und über den genetischen Code kodiert.
Berücksichtigt man noch die Stereoisomerie, so sind noch die drei D-Isomere hinzu zu rechnen. Sie werden jeweils unter den ihnen zugehörigen Aminosäureartikeln beschrieben.
| Valine         |                                                     |                                            |                                                                 |
| Name           | L-Valin                                             | L-Norvalin                                 | L-Isovalin                                                      |
| Andere Namen   | (S)-2-Amino-3-methylbutansäure, (S)-Isopropylglycin | (S)-2-Aminopentansäure, (S)-n-Propylglycin | (S)-2-Amino-2-methylbutansäure, (S)-2-Amino-2-methylbuttersäure |
| Strukturformel | Struktur von L-Valin                                | Struktur von L-Norvalin                    | Struktur von L-Isovalin                                         |
| CAS-Nummer     | 72-18-4                                             | 6600-40-4                                  | 595-40-4                                                        |
| PubChem        | 6287                                                | 65098                                      | 94744                                                           |
| Summenformel   | C5H11NO2                                            | C5H11NO2                                   | C5H11NO2                                                        |
| Molare Masse   | 117,15 g·mol−1                                      | 117,15 g·mol−1                             | 117,15 g·mol−1                                                  |

Das Cyclovalin (1-Aminocyclobutan-1-carbonsäure) kann als cyclisches Derivat des Norvalins aufgefasst werden. Von diesem unterscheidet es sich u. a. durch eine um zwei Wasserstoffatome geringere Molmasse (115,13 g·mol−1). Bestimmendes Strukturelement ist ein Cyclobutanring. Das α-Kohlenstoffatom ist zudem kein Stereozentrum; Cyclovalin ist also nicht chiral.